# Igor Novikov (pentatleta)
Igor Novikov (Drezna, 19 de outubro de 1929 - São Petersburgo, 30 de agosto de 2007) foi um pentatleta soviético, bicampeão olímpico.

## Carreira
Igor Novikov representou seu país nos Jogos Olímpicos de 1952, 1956, 1960 e 1964, na qual conquistou a medalha de ouro, por equipes, em 1956 e 1964.